# Gertrude Purcell
Gertrude Purcell (* 14. Juni 1895 in New York City; † 1. Mai 1963 in Los Angeles) war eine US-amerikanische Drehbuchautorin.
Purcells Schaffenszeitraum umfasste zwei Jahrzehnte von 1930 bis 1950 mit Schwerpunkt in den 1930er Jahren. Sie war mit dem Drehbuchautor und Produzenten Islin Auster liiert.

## Filmografie
- 1930: The Sap from Syracuse
- 1930: Follow the Leader
- 1930: The Royal Family of Broadway
- 1931: Honor Among Lovers
- 1931: The Girl Habit
- 1932: The Night Mayor
- 1932: Vanity Street
- 1932: No More Orchids
- 1933: Child of Manhattan
- 1933: Cocktail Hour
- 1933: Another Language
- 1934: Palooka
- 1934: She Was a Lady
- 1934: The Human Side
- 1935: Redheads on Parade
- 1935: The Girl Friend
- 1935: This Is the Life
- 1935: Wenn sie nur kochen könnte (If You Could Only Cook)
- 1936: Liebe vor dem Frühstück (Love Before Breakfast)
- 1936: The Witness Chair
- 1936: Make Way for a Lady
- 1937: Super-Sleuth
- 1937: Stella Dallas
- 1937: Music for Madame
- 1937: Hitting a New High
- 1938: Mother Carey’s Chickens
- 1938: Service de Luxe
- 1939: The Lady and the Mob
- 1939: First Love
- 1939: Der große Bluff (Destry Rides Again)
- 1940: A Little Bit of Heaven
- 1940: One Night in the Tropics
- 1940: Die unsichtbare Frau (The Invisible Woman)
- 1941: Arkansas Judge
- 1941: Thieves Fall Out
- 1941: Ellery Queen and the Murder Ring
- 1942: A Close Call for Ellery Queen
- 1942: Der Draufgänger von Boston (In Old California)
- 1942: Ice-Capades Revue
- 1944: Follow the Boys
- 1944: Reckless Age
- 1945: Paris Underground
- 1947: Winter Wonderland
- 1950: Three Husbands